# SER 카시아스두술
SER 카시아스두술은 카시아스로 잘 알려진 브라질의 축구단으로 히우그란지두술주의 카시아스두술을 연고로 한다. 현재 캄페오나투 브라질레이루 세리에 D에 참가하고 있다.

## 선수 명단

### 현역
- 빅토르 페이장(2023 ~ )

## 역대 감독
| 감독          | 임기        |
| ------------- | ----------- |
| 치치          | 1991 ~ 1992 |
| 치치          | 1999 ~ 2000 |
| 마누 메네지스 | 2004 ~ 2005 |